# Decadenza
Pour plus de détails, voir Fiche technique et Distribution.
Decadenza est un drame psychologique italien réalisé par Antonio Maria Magro et sorti en 1976.

## Synopsis
Antonio Novelli, un jeune acteur, décide, quelques jours avant une représentation théâtrale, d'aller se reposer dans sa maison de Riccione. Pendant le court trajet en taxi, il est frappé par les phrases banales du chauffeur sur la vieillesse. À la gare, un vieux monsieur portant le même nom que lui, acteur comme lui, descend de la voiture : il est lui-même, dans un futur hypothétique, dans la même situation physique et spirituelle. Son contact avec la gare de Riccione le ramène aux jours de sa jeunesse, aux jours merveilleux passés avec Alessandra, son probable premier amour, fait de baisers, de caresses et d'émerveillements.
L'ambiance feutrée de la petite villa, le lieu auquel il se sent le plus lié sentimentalement, le pousse à une introspection et une maturation personnelle, au croisement d'une vie déjà vécue intensément et d'une réalité à venir encore faite d'inconnues ; ce qui ne le dispense pas de se demander si, dans l'avenir, il ne regrettera pas les années passées, s'il n'aura pas gaspillé le temps écoulé. Après les vacances au bord de la mer, il contemple, avec la vivacité de ses années de lycée, une autre tranche de vie qui s'éloigne. Le désir de gloire le pousse à la solitude, malgré des rêves non réalisés et une envie désespérée de contact humain. Le rêve et la réalité se confondent et une jeune femme rousse jouant avec un enfant apparaît, réveillant sans le vouloir un probable complexe œdipien d'épouse, d'amante et de mère.
Pendant ce temps, la tentative de dialogue entre le vieil homme et le jeune homme dans la villa sous la tempête reste vaine : en effet, dans une épreuve imaginaire au bord de la mer, sous de violentes rafales de vent, le jeune homme juge et condamne impitoyablement son aîné pour n'avoir pas su vivre pleinement. Maria Helèna, la femme mûre, le distrait momentanément par la reconstitution de leur première rencontre et de leur coup de foudre. Les événements s'enchaînent et le cauchemar dans lequel il entrevoit une part de vérité dans un lieu miteux où un poète ivre l'amène à considérer les douleurs qui pèsent non seulement sur lui, mais sur l'ensemble de la condition humaine, l'amène à entrevoir sa propre fin. Après avoir réalisé, lors d'une visite imaginaire au village natal de sa grand-mère décédée, l'impossibilité d'établir un quelconque dialogue avec elle et après avoir assisté à la naissance symbolique de son premier amour Alessandra, il ne lui reste plus que la mort.

## Fiche technique
- Titre original : Decadenza[1]
- Réalisation : Antonio Maria Magro
- Scénario : Antonio Maria Magro
- Photographie : Guido De Maria (it)
- Montage : Giovanni Parenti
- Musique : Procol Harum
- Décors : Francesco Randis
- Sociétés de production : Eleven Cinematografica
- Pays de production :  Italie
- Langue originale : italien
- Format : couleurs par Technicolor
- Genre : drame psychologique
- Durée : 110 minutes
- Dates de sortie : 
  - Italie : 1976 (visa délivré le 2 août 1976)

## Distribution
- Lia De Chiari
- Pietro Fraticelli
- Raf Vallone
- Antonio Maria Magro
- Bruno Lanzarini
- Rossella Simili
- Gigliola Villani
- Leonardo Rimondi
- Giacomo Simoni